# Prelatura territorial de Tromsø
La prelatura territorial de Tromsø (en latín: Praelatura Territorialis Tromsoeana y en noruego: Tromsø katolske stift) es una circunscripción eclesiástica de la Iglesia católica en Noruega. Se trata de una prelatura territorial latina, inmediatamente sujeta a la Santa Sede. Desde el 31 de agosto de 2023 es sede vacante y su administrador apostólico es el obispo Erik Varden, de la Orden de la Trapa.

## Territorio y organización

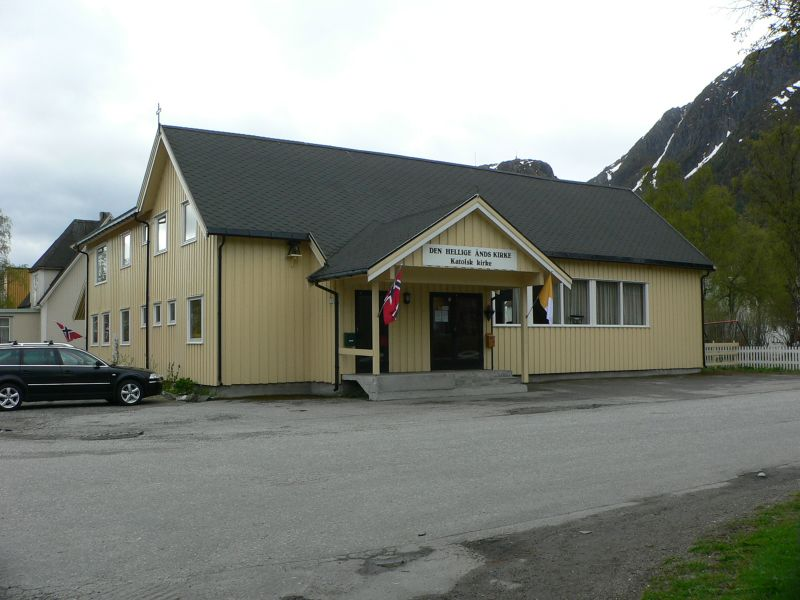
Iglesia del Espíritu Santo, en Mosjøen

La prelatura territorial tiene 170 405 km² y extiende su jurisdicción sobre los fieles católicos de rito latino residentes en las tres provincias más septentrionales de Noruega: Finnmark, Troms, Nordland, además del archipiélago de Svalbard y la isla Jan Mayen.

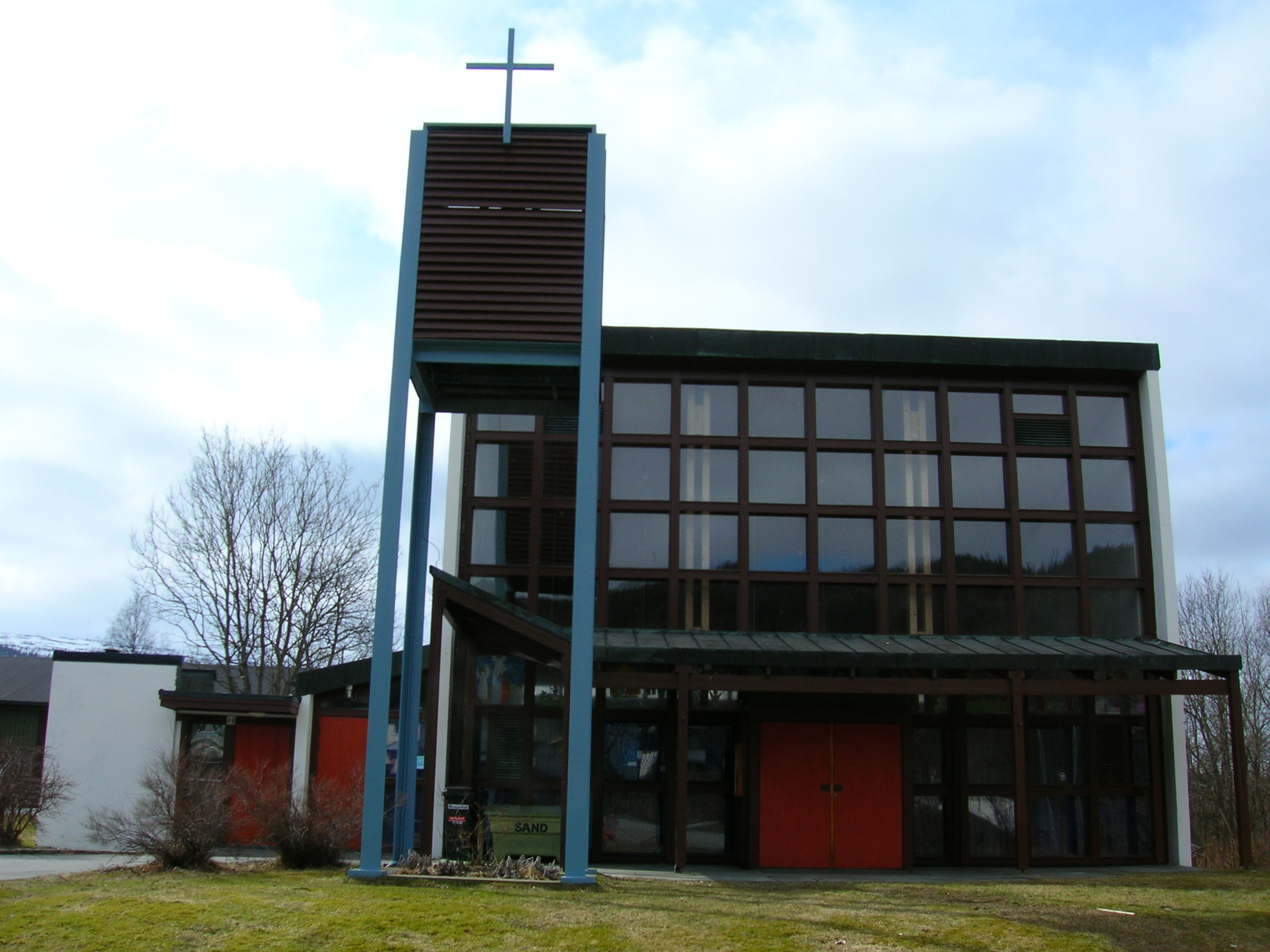
Iglesia de Nuestro Salvador, en Rana

La sede de la prelatura territorial se encuentra en la ciudad de Tromsø, en donde se halla la Procatedral de Nuestra Señora, que es la catedral más septentrional del mundo.

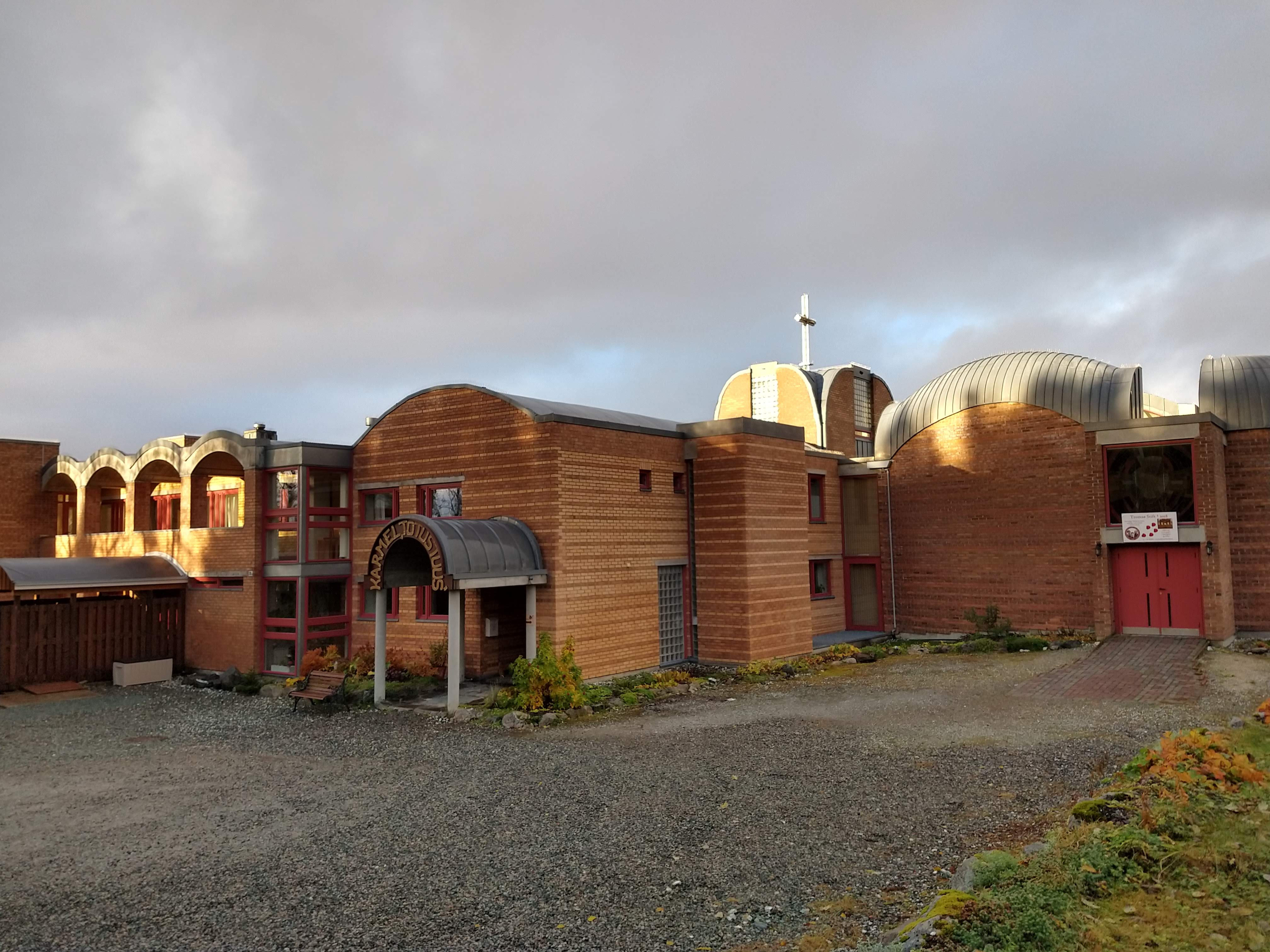
Monasterio carmelita Totus Tuus, en Tromsø

En 2023 en la prelatura territorial existían 9 parroquias:

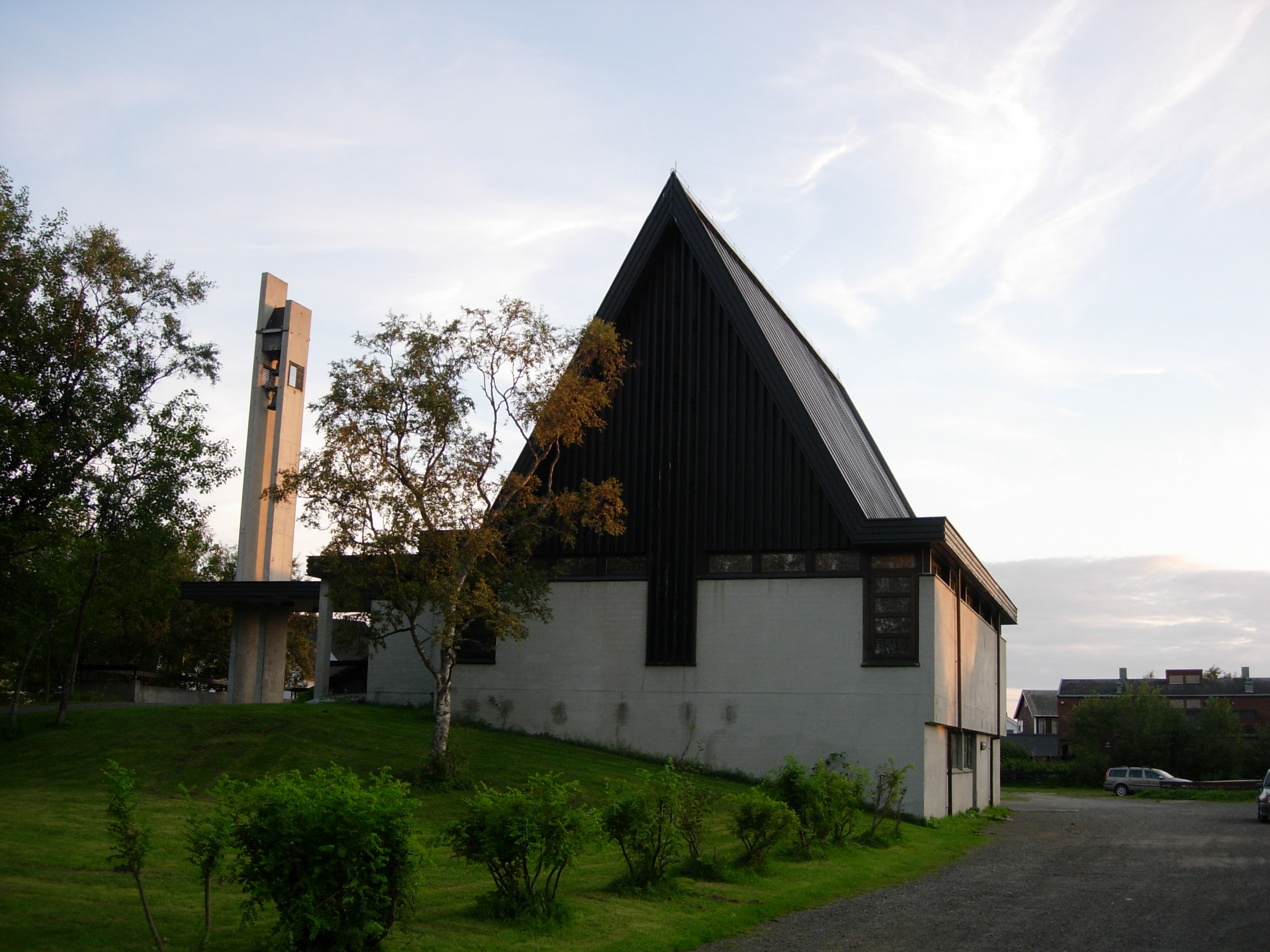
Iglesia de San Eystein, en Bodø

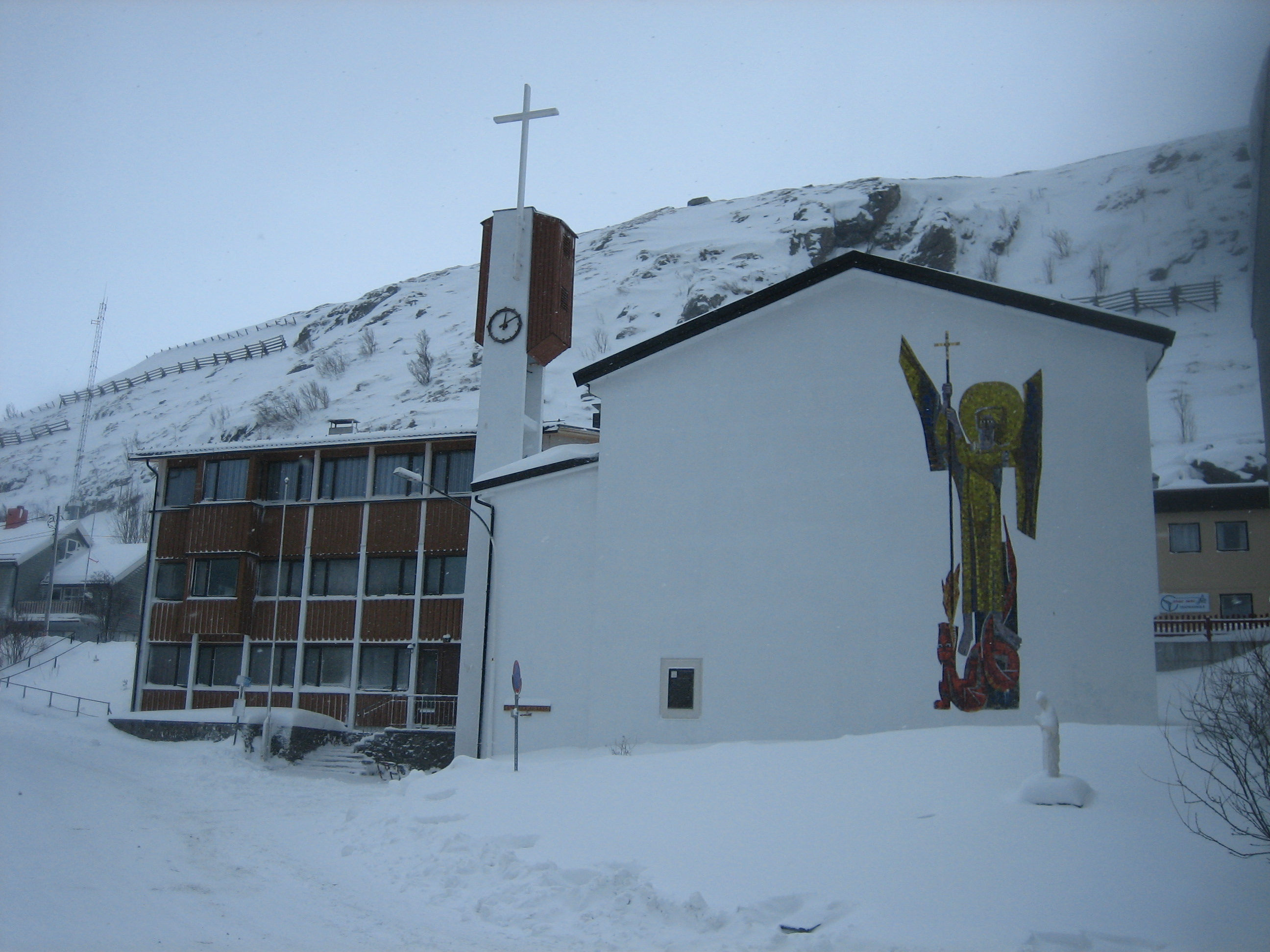
Iglesia de San Miguel, en Hammerfest

| Parroquia                                                     | Localidad                    | Territorio |
| Procatedral de Nuestra Señora (Vår Frue kirke)                | Tromsø                       | Archipiélago Svalbard y en la provincia de Troms los municipios de: Tromsø, Bardu, Målselv, Sørreisa, Dyrøy, Tranøy, Torsken, Berg, Lenvik, Balsfjord, Karlsøy, Lyngen, Storfjord, Gáivuotna-Kåfjord, Skjervøy, Nordreisa y Kvænangen. |
| San Eystein (St. Eysteins kirke)                              | Bodø                         | En la provincia de Nordland comprende los municipios de: Bodø, Rødøy, Meløy, Gildeskål, Beiarn, Saltdal, Fauske, Sørfold, Steigen, Hamarøy, Røst y Værøy.                                                                              |
| San Miguel (St. Mikael kirke)                                 | Hammerfest                   | Comprende la provincia de Finnmark |
| Santa Sunniva (St. Sunniva kirke)                             | Harstad                      | En la provincia de Troms comprende los municipios de: Harstad, Kvæfjord, Skånland, Bjarkøy y Ibestad y en la provincia de Nordland los de: Lødingen, Tjeldsund, Evenes, Hadsel, Bø, Øksnes, Sortland y Andøy.                          |
| Espíritu Santo (Den Hellige Ånds kirke)                       | Mosjøen                      | En la provincia de Nordland comprende los municipios de: Bindal, Sømna, Brønnøy, Vega, Vevelstad, Herøy, Alstahaug, Leirfjord, Vefsn, Grane, Hattfjelldal, Dønna, Nesna, Hemnes, Rana, Lurøy y Træna.                                  |
| Cristo Rey (Kristus Konge kirke)                              | Narvik                       | En la provincia de Nordland comprende los municipios de: Narvik, Tysfjord y Ballangen, y en la provincia de Troms los de: Gratangen, Lavangen y Salangen.                                                                              |
| Sagrada Familia (Den Hellige Families kirke)                  | Granja Stamsund en Storfjord | En la provincia de Nordland comprende los municipios de: Flakstad, Vestvågøy, Vågan y Moskenes |
| Capilla de San José (St. Josef kapelldistrikt)                | Alta                         | |
| Capilla de San Lorenzo Ruiz (St. Lorenzo Ruiz kapelldistrikt) | Bjørnevatn                   | |

## Historia

### Antecedentes
La Iglesia católica organizada en Noruega finalizó con la Reforma protestante en 1537. Los escasos católicos remanentes en Noruega y el norte de Europa fueron puestos bajo la jurisdicción secreta del nuncio apostólico en Colonia. Al ser creada en 1622 la Sagrada Congregación para la Propagación de la Fe tomó a su cargo las misiones en Dinamarca y Noruega, poniendo a su frente al nuncio apostólico en Bruselas. En 1688 el Reino de Dinamarca y Noruega pasó a ser parte del vicariato apostólico de las Misiones Nórdicas, siendo el obispo de la diócesis de Osnabrück en Alemania su administrador apostólico. 
En 1834 las misiones católicas en Noruega pasaron a formar parte del vicariato apostólico de Suecia, con sede en Estocolmo. Mientras que Noruega al norte del círculo polar ártico se convirtió en 1855 en parte de la prefectura apostólica del Polo Norte con sede en Alta, el resto de Noruega se quedó con el vicariato sueco. 
El 7 de agosto de 1868 se erigió la misión sui iuris de Noruega, con territorio desmembrado del vicariato apostólico de Suecia (hoy diócesis de Estocolmo) y de la disuelta prefectura apostólica del Polo Norte. 
El 17 de agosto de 1869 la misión sui iuris fue elevada a la prefectura apostólica por el papa Pío IX. 
El 11 de marzo de 1892 la prefectura apostólica fue elevada a vicariato apostólico. El 1 de junio de 1913 pasó a llamarse vicariato apostólico de Noruega y Spitsbergen, para luego retornar al nombre del vicariato apostólico de Noruega el 15 de diciembre de 1925.

### Sede en Tromsø
El 8 de abril de 1931 fue erigida la misión sui iuris del Norte de Noruega mediante el breve Paterna caritas del papa Pío XI, con territorio desmembrado del vicariato apostólico de Noruega (hoy diócesis de Oslo).

Nimirum motu proprio atque ex certa scientia et matura deliberatione Nostris, deque apostolicae Nostrae potestatis plenitudine, praesentium Litterarum tenore, territorium trium provinciarum civilium Norvegiae septentrionalis, quae Finmark, Tromsö, Nordland nuncupantur (inclusis quoque insulis Spitzbergensibus) a vicariatu apostolico de Norvegia seiungimus ac dismembramus, illudque, sic per Nos separatum, in novum Districtumc eclesiasticum sui iuris erigimus, cui nomen facimus Norvegiae septentrionalis.

El 10 de marzo de 1944 la misión sui iuris fue elevada a prefectura apostólica mediante la bula Maioris dignitatis del papa Pío XII.
El 18 de febrero de 1955 la prefectura apostólica fue elevada a vicariato apostólico mediante la bula Quoniam arcana del papa Pío XII.
El 28 de marzo de 1979, mediante la bula Qui volente del papa Juan Pablo II, el vicariato apostólico fue elevado a prelatura territorial y tomó su nombre actual.

## Estadísticas
Según el Anuario Pontificio 2024 la prelatura territorial tenía a fines de 2023 un total de 7172 fieles bautizados.
| Año                                                                             | Población            | Población | Población      | Sacerdotes | Sacerdotes    | Sacerdotes    | Bautizados por sacerdote | Diáconos permanentes | Religiosos | Religiosos | Parroquias |
| Año                                                                             | Bautizados católicos | Total     | % de católicos | Total      | Clero secular | Clero regular | Bautizados por sacerdote | Diáconos permanentes | Varones    | Mujeres    | Parroquias |
| ------------------------------------------------------------------------------- | -------------------- | --------- | -------------- | ---------- | ------------- | ------------- | ------------------------ | -------------------- | ---------- | ---------- | ---------- |
| 1949                                                                            | 266                  | 338 245   | 0.1            | 8          |               | 8             | 33                       |                      |            | 27         | 4          |
| 1963                                                                            | 353                  | 413 123   | 0.1            | 7          |               | 7             | 50                       |                      |            | 35         | 4          |
| 1980                                                                            | 600                  | 483 000   | 0.1            | 6          |               | 6             | 100                      |                      | 6          | 21         | 5          |
| 1990                                                                            | 820                  | 485 500   | 0.2            | 7          |               | 7             | 117                      |                      | 7          | 20         | 6          |
| 1999                                                                            | 1562                 | 480 000   | 0.3            | 11         | 1             | 10            | 142                      |                      | 10         | 30         | 6          |
| 2000                                                                            | 1565                 | 480 000   | 0.3            | 9          | 1             | 8             | 173                      |                      | 8          | 27         | 6          |
| 2001                                                                            | 1694                 | 467 072   | 0.4            | 9          | 1             | 8             | 188                      |                      | 8          | 25         | 6          |
| 2002                                                                            | 1675                 | 580 000   | 0.3            | 8          | 1             | 7             | 209                      |                      | 7          | 25         | 6          |
| 2003                                                                            | 1651                 | 462 711   | 0.4            | 9          | 1             | 8             | 183                      |                      | 8          | 22         | 6          |
| 2004                                                                            | 1775                 | 467 702   | 0.4            | 10         | 2             | 8             | 177                      |                      | 8          | 25         | 7          |
| 2013                                                                            | 5054                 | 477 398   | 1.1            | 11         | 3             | 8             | 459                      |                      | 8          | 21         | 7          |
| 2016                                                                            | 6239                 | 484 525   | 1.3            | 11         | 2             | 9             | 567                      |                      | 9          | 24         | 7          |
| 2019                                                                            | 7474                 | 489 531   | 1.5            | 13         | 4             | 9             | 574                      |                      | 9          | 23         | 7          |
| 2021                                                                            | 7338                 | 487 430   | 1.5            | 13         | 4             | 9             | 564                      |                      | 9          | 22         | 7          |
| 2023                                                                            | 7172                 | 484 831   | 1.5            | 11         | 5             | 6             | 652                      |                      | 6          | 24         | 9          |
| Fuente: Catholic-Hierarchy, que a su vez toma los datos del Anuario Pontificio. |                      |           |                |            |               |               |                          |                      |            |            |            |

## Episcopologio
Superiores de la misión del Norte de Noruega
- P. Henrik Irgens (8 de abril de 1931-5 de diciembre de 1931) (administrador apostólico)

- P. Johannes Starcke, M.S.F. † (5 de diciembre de 1931-3 de julio de 1939 renunció)[7]
- Johannes Wember, M.S.F. † (17 de noviembre de 1939-10 de marzo de 1944 nombrado prefecto apostólico)[nota 2]

Prefecto apostólico del Norte de Noruega
- Johannes Wember, M.S.F. † (10 de marzo de 1944-18 de febrero de 1955 nombrado vicario apostólico)

Vicarios apostólicos del Norte de Noruega
- Johannes Wember, M.S.F. † (18 de febrero de 1955-1 de marzo de 1976 retirado)
- João Batista Przyklenk, M.S.F. † (1 de marzo de 1976-18 de marzo de 1977[8] nombrado obispo de Januária)
  - Sede vacante (1977-1979)

Prelados de Tromsø
- Gerhard Ludwig Goebel, M.S.F. † (29 de marzo 1979-4 de noviembre de 2006 falleció)[nota 3]
  - Sede vacante (2006-2008)
- Berislav Grgić (18 de diciembre de 2008-31 de agosto de 2023 renunció)
  - Erik Varden, O.C.S.O., desde el 31 de agosto de 2023 (administrador apostólico)